# Amphilochoides serratipes
Amphilochoides serratipes is een vlokreeftensoort uit de familie van de Amphilochidae. De wetenschappelijke naam van de soort is voor het eerst geldig gepubliceerd in 1869 door Norman.